# Vol Air France 2005
Le 12 septembre 1961, à 21 h 9, le vol Air France 2005, un vol international assuré par un Sud-Aviation SE 210 Caravelle en provenance de l’aéroport Paris-Orly, en France à destination de l’aéroport Mohammed-V de Casablanca au Maroc via Rabat. L'appareil s'écrase à environ 8 km de l'aéroport de Rabat, les 71 passagers et 6 membres d’équipage périssent tous dans l'accident.

## Enquête
Le rapport d'enquête évoque une erreur de lecture des instruments comme la cause, la plus probable de l'accident. Des tests effectués ont mis en évidence notamment que la lecture de l'altimètre des Caravelles était délicate conduisant peut être à l'erreur du pilote. Enfin, la météo était défavorable au moment de l'accident.

## Autres sources
- (en) Description de l'accident 0sur Aviation Safety Network.